# Qinghe (häradshuvudort i Kina, Xinjiang Uygur Zizhiqu, lat 46,67, long 90,38)
Qinghe (kinesiska: 青河, 青河镇) är en häradshuvudort i Kina. Den ligger i den autonoma regionen Xinjiang, i den nordvästra delen av landet, omkring 390 kilometer nordost om regionhuvudstaden Ürümqi. Antalet invånare är 16 098. Befolkningen består av 7 972 kvinnor och 8 126 män. Barn under 15 år utgör 20,0 %, vuxna 15-64 år 74 %, och äldre över 65 år 5,0 %.
Runt Qinghe är det mycket glesbefolkat, med 3 invånare per kvadratkilometer. Det finns inga andra samhällen i närheten. Trakten runt Qinghe består i huvudsak av gräsmarker.
Genomsnittlig årsnederbörd är 188 millimeter. Den regnigaste månaden är juni, med i genomsnitt 27 mm nederbörd, och den torraste är mars, med 8 mm nederbörd.